# Géographie de l'Équateur
L'Équateur est un pays situé en Amérique du Sud, de part et d'autre de la cordillère des Andes, entre la Colombie et le Pérou. Le pays est bordé par l'océan Pacifique, où se trouvent les îles Galápagos, qui appartiennent au territoire équatorien. Le pays est composé de quatre régions clairement différenciées : la Costa (côte Pacifique), la Sierra (région andine) et l’Oriente (région amazonienne), ainsi que les îles Galápagos. Ces régions ont chacune un climat qui leur est propre et des paysages distincts.

## Géographie générale du pays

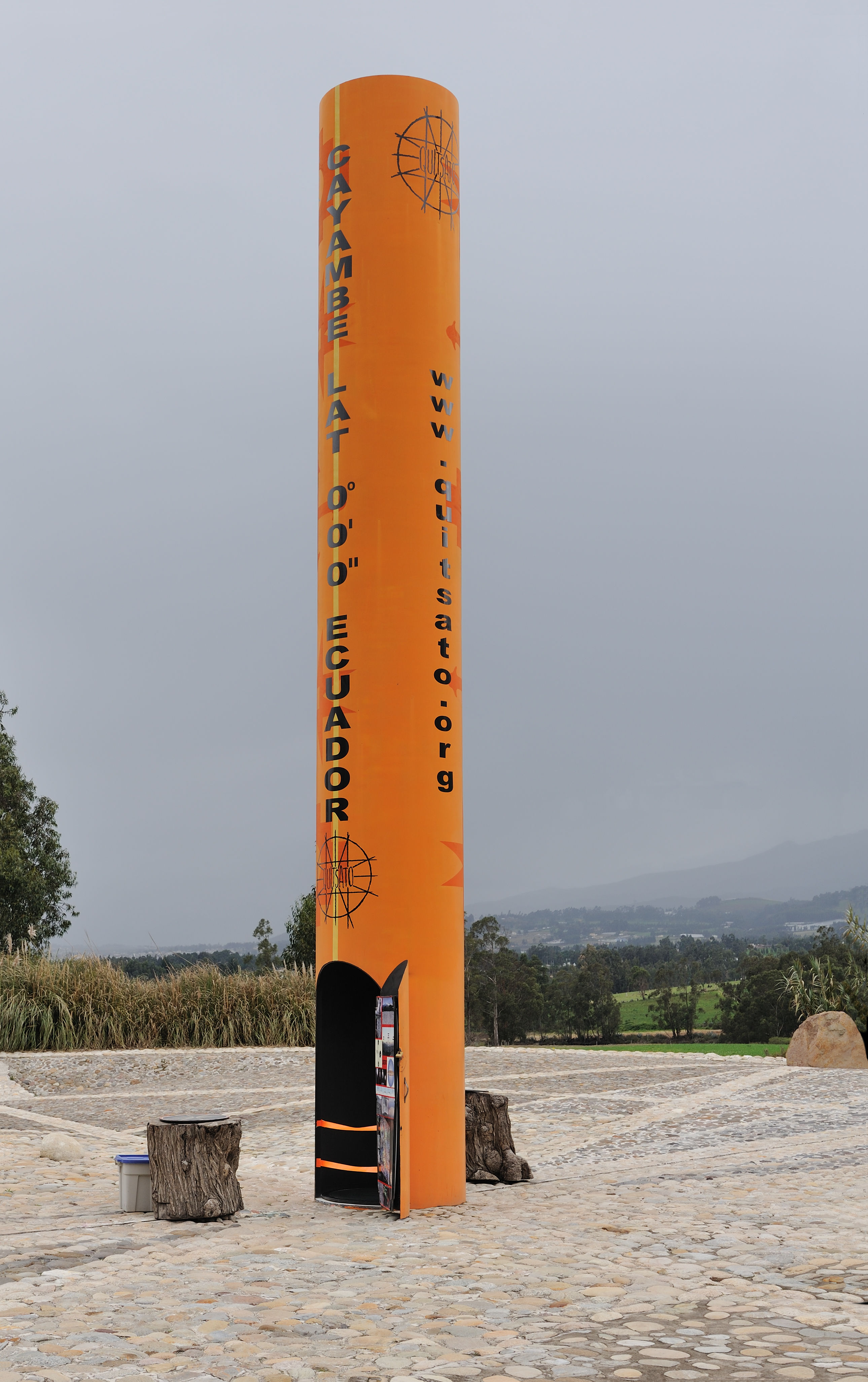
Monument sur la ligne de l'équateur, près du Cayambe

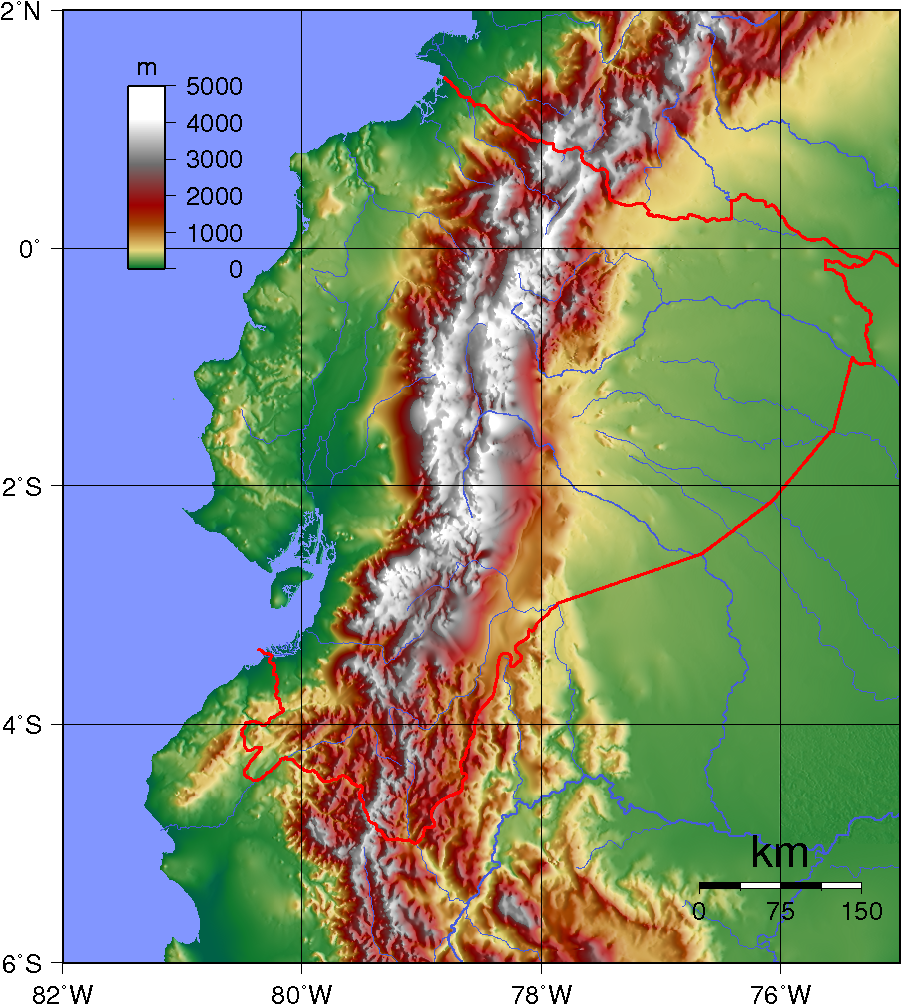
Carte topographique de l'Équateur.

Sa superficie est de 283 560 km2 dont 276 840 km2 de terre et 6 720 km2 d'eau ; il partage 2 010 km de frontière avec le Pérou (1 420 km) au sud et à l'est et avec la Colombie (590 km) au nord. À l'ouest, il a 2 237 km de côtes sur l'océan Pacifique.
Son altitude varie entre 0 m et 6 267 m, au sommet du Chimborazo.

### Volcans importants
- Chimborazo (6 267 m) un volcan éteint, le plus haut de l'Équateur
- Cotopaxi (5 897 m) le plus haut volcan actif du monde
- Cayambe (5 785 m), situé sur la ligne de l'équateur
- Tungurahua (5 023 m)
- Guagua Pichincha (4 784 m) le volcan qui surplombe Quito

## Régions
L'Équateur est constitué de trois grandes régions et des îles Galápagos.

### La Costa
La Costa (la côte) qui comprend la plaine littorale sédimentaire et une chaîne de montagne de faible altitude (800 m en moyenne). C'est l'une des régions les plus fertiles dans lequel la production de bananes et d'ananas est très importante. De plus, c'est l'une des plus riches régions du pays.
Elle couvre un peu plus du quart de la superficie du pays. Le nord est couvert par une forêt tropicale humide alors que le sud est beaucoup plus aride comme l'est également la région côtière du Pérou.
Le climat y est chaud et humide, avec une température annuelle moyenne d'environ 26 °C.
Les cours d'eau principaux de la Costa sont le río Esmeraldas et le río Guayas.

### La Sierra

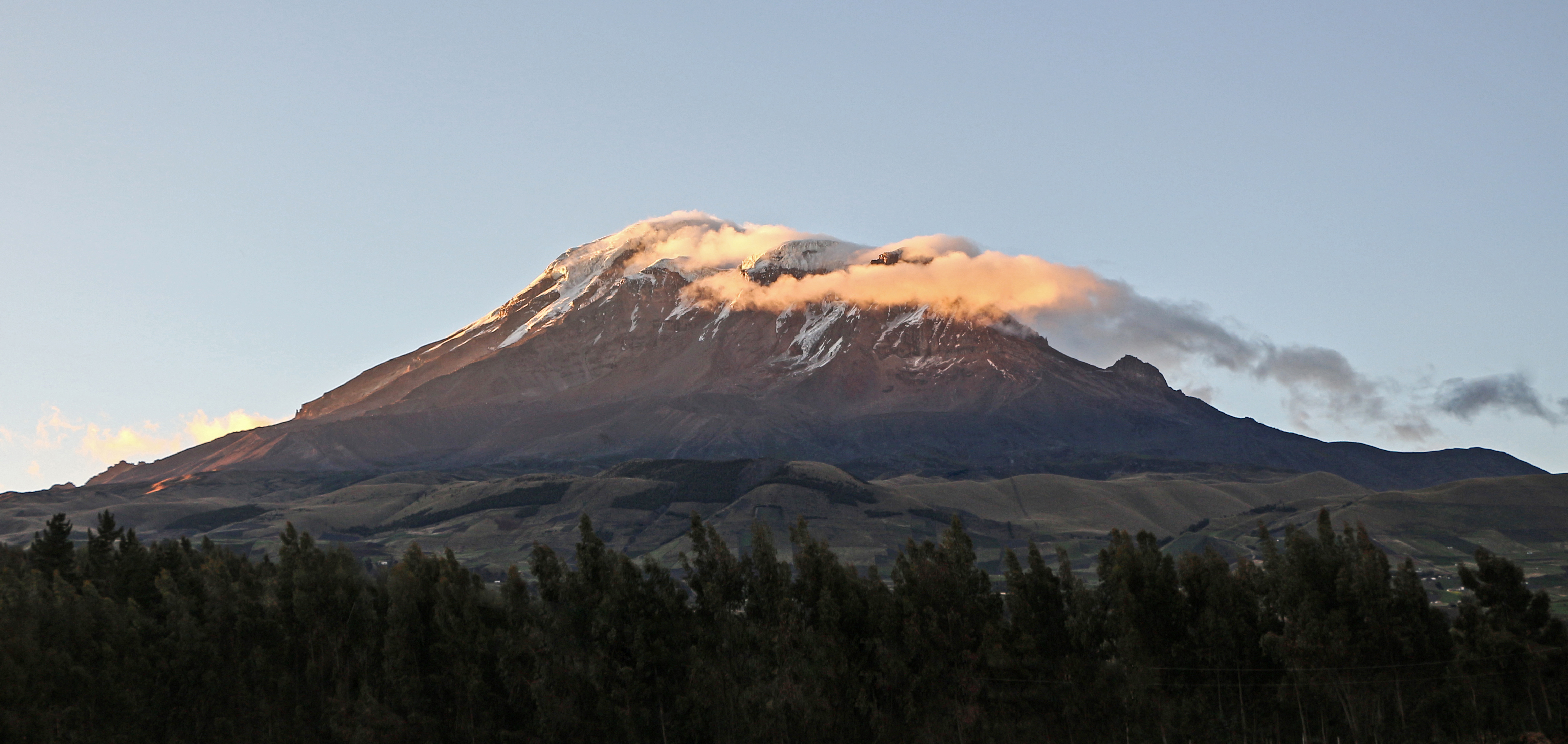
Le Chimborazo

La Sierra (la montagne), est composée d'une double cordillère parallèle de volcans élevés et massifs.
Elle comprend la Cordillère occidentale (avec le volcan le plus élevé du pays le Chimborazo qui culmine à 6 267 m) et la Cordillère orientale (appelé aussi royale) qui contient plus d'une douzaine de pics volcaniques d'une altitude supérieure à 5 000 m.
Ces deux cordillères sont séparées par un fossé médian (appelé le couloir andin) qui est une succession de bassins de remblaiement comme celui de Quito.
Le climat, adouci par l'altitude, permet aux agriculteurs de cultiver dans les vallées fertiles toutes sortes de fruits, légumes ou encore céréales. L'élevage est aussi développé mais se limite au marché local. En effet, les températures s'échelonnent entre 7 °C et 21 °C.

### L'Oriente
L'Oriente (la région amazonienne) couvre environ la moitié du territoire, c'est une région couverte par la forêt dense tropicale. Les températures avoisinent 38 °C et les précipitations annuelles atteignent 4 000 mm, ce qui en fait la région la plus chaude et la plus humide du pays.
La forêt est endommagée par la construction d'oléoducs (pour le pétrole) et de routes, cependant, de grands parcs nationaux ont été créés afin de préserver certaines zones de la forêt.

### Les îles Galápagos
Les îles Galápagos' comportent six îles principales et une douzaine d'îlots plus petits qui sont les parties émergées d'édifices volcaniques pour la plupart éteints. Celles-ci sont situées dans l'océan Pacifique à 1 000 km à l'ouest de Guayaquil. Il faut préciser que l'archipel est un parc national.

## Hydrologie - Bilan hydrique du pays

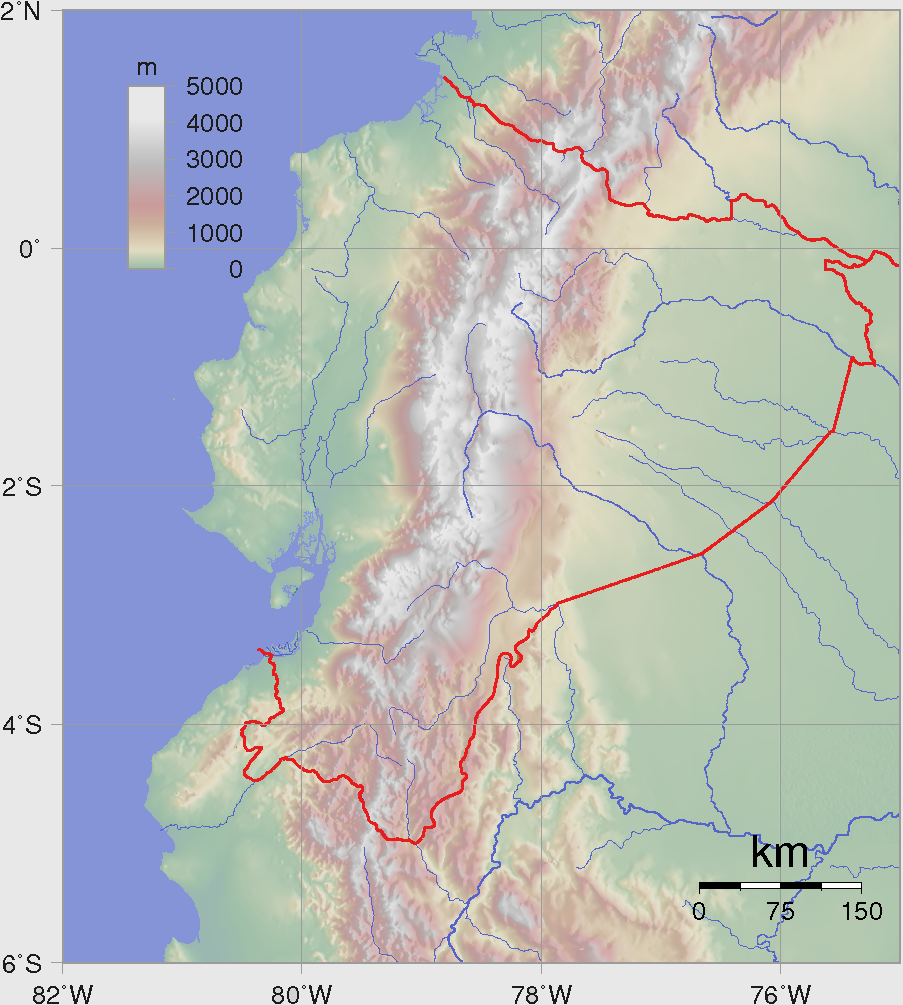
Rivières de l'Équateur.

De même que la Colombie voisine, l'Équateur fait partie d'une vaste zone parmi les plus arrosées de la planète (seulement dépassée par l'extrême sud-est de l'Asie) et s'étendant sur l'Amérique centrale depuis le Yucatan mexicain et les régions nord de l'Amérique du Sud jusqu'aux bouches de l'Amazone.
D'après Aquastat, la hauteur d'eau annuelle moyenne des précipitations est de 2,087 mm, soit pour une superficie de 283,560 kilomètres carrés, un volume de précipitations annuelles de 591,85 kilomètres cubes (soit plus de deux fois le chiffre de l'Allemagne qui est de 249,96 km3).
De ce volume précipité, l'évapo-transpiration et les infiltrations consomment un gros quart - ce qui est fort peu - soit 159,85 km3. Restent pas moins de 432 kilomètres cubes de ressources d'eau superficielle produites annuellement sur le territoire du pays (en interne).
Les ressources totales en eau du pays s'élèvent donc ainsi à 432 km3, toutes produites en interne (432 milliards de m3), soit pour une population estimée à 13,5 millions d'habitants en 2008, environ 32 000 m3 d'eau par habitant, ce qui est extrêmement important.
Il faut ajouter qu'une énorme quantité d'eau quitte annuellement le territoire à destination de ses voisins : 153 km3 (dont 7,6 soumis à traité), en direction de la Colombie et surtout du Pérou. L'essentiel alimente l'Amazone.

## Risques naturels et anthropiques
L'Équateur subit des séismes fréquents, des glissements de terrain, une activité volcanique importante, des inondations et des sécheresses périodiques à cause du phénomène El Niño.
Au niveau des problèmes dus à l'homme, il y a la déforestation de l'Amazonie, l'érosion des sols, la désertification due au réchauffement climatique, la pollution de l'eau et la pollution pétrolière dans les zones écologiques sensibles des îles Galápagos.